# فرد أ. غرابر
فرد أ. غرابر هو سياسي أمريكي، ولد في 4 يناير 1895، وتوفي في 22 مارس 1950 في ألباني في الولايات المتحدة. نشط حزبياً في الحزب الجمهوري. وقد انتخب عضو جمعية ولاية نيويورك ‏.